# Success Eduan
Success Eduan (27 settembre 2004) è una velocista britannica.

## Biografia
Nel 2021 rappresenta per la prima volta la nazionale britannica a un campionato internazionale: ai campionati europei under 20 di Tallinn conquista la medaglia di bronzo nei 200 metri piani e quella d'oro nella staffetta 4×100 metri insieme alle connazionali Alyson Bell, Eve Wright e Joy Eze. L'anno successivo scende in pista ai campionati mondiali under 20 di Cali, dove però non riesce a superare le batterie di semifinale.
Nel 2023 torna a competere ai campionati europei under 20 di Gerusalemme, tornando con al collo la medaglia di bronzo nei 200 metri piani e l'argento nella staffetta 4×100 metri insieme a Renee Regis, Sophie Walton e Joy Eze,
Nel 2025, insieme a Nia Wedderburn-Goodison, Amy Hunt e Bianca Williams, fa parte della squadra britannica della staffetta 4×100 metri alle World Athletics Relays di Nanchino, conclusesi con la conquista della medaglia d'oro. Lo stesso anno è doppia medaglia d'oro ai campionati europei under 23 di Bergen nei 200 metri piani e nella staffetta 4×100 metri con Nia Wedderburn-Goodison, Kissiwaa Mensah e Alyson Bell, squadra che fa anche registrare il nuovo record della manifestazione.

## Progressione

### 100 metri piani
| Stagione | Tempo            | Luogo        | Data      | Rank. Mond. |
| -------- | ---------------- | ------------ | --------- | ----------- |
| 2025     | 11"49 (+0,2 m/s) | Bruxelles    | 24-5-2025 |             |
| 2024     | 11"48 (+1,1 m/s) | Londra       | 20-7-2024 |             |
| 2023     | 11"39 (-0,1 m/s) | Mannheim     | 24-6-2023 |             |
| 2022     | 11"69 (+1,7 m/s) | Manchester   | 24-6-2022 |             |
| 2021     | 11"72 (+1,5 m/s) | Loughborough | 23-5-2021 |             |
| 2019     | 12"21 (-1,6 m/s) | Leigh        | 12-5-2019 |             |

### 200 metri piani
| Stagione | Tempo            | Luogo             | Data      | Rank. Mond. |
| -------- | ---------------- | ----------------- | --------- | ----------- |
| 2025     | 22"74 (-0,7 m/s) | Bergen            | 19-7-2025 |             |
| 2024     | 22"66 (+1,4 m/s) | La Chaux-de-Fonds | 14-7-2024 |             |
| 2023     | 23"20 (+1,3 m/s) | Manchester        | 9-7-2023  |             |
| 2022     | 23"30 (+1,6 m/s) | Loughborough      | 22-5-2022 |             |
| 2021     | 23"62 (+0,1 m/s) | Tallinn           | 17-7-2021 |             |
| 2020     | 24"13(i)         | Sheffield         | 23-2-2020 |             |
| 2019     | 24"31 (+0,9 m/s) | Bedford           | 1-9-2019  |             |
| 2018     | 24"71 (-1,1 m/s) | Birmingham        | 14-7-2018 |             |

### 200 metri piani pista corta
| Stagione | Tempo    | Luogo      | Data      | Rank. Mond. |
| -------- | -------- | ---------- | --------- | ----------- |
| 2024     | 23"41(i) | Birmingham | 18-2-2024 |             |
| 2023     | 23"49(i) | Birmingham | 19-2-2023 |             |
| 2022     | 23"44(i) | Sheffield  | 13-2-2022 |             |
| 2020     | 24"13(i) | Sheffield  | 23-2-2020 |             |
| 2019     | 24"72(i) | Sheffield  | 24-2-2019 |             |
| 2018     | 25"49(i) | Sheffield  | 4-2-2018  |             |

## Palmarès
| Anno | Manifestazione               | Sede        | Evento            | Risultato  | Prestazione      | Note                                                             |
| ---- | ---------------------------- | ----------- | ----------------- | ---------- | ---------------- | ---------------------------------------------------------------- |
| 2021 | Campionati europei under 20  | Tallinn     | 200 m piani       | Bronzo     | 23"62 (+0,1 m/s) | Miglior prestazione personale                                    |
| 2021 | Campionati europei under 20  | Tallinn     | Staffetta 4×100 m | Oro        | 44"62            | Miglior prestazione personale stagionale                         |
| 2022 | Campionati mondiali under 20 | Cali        | 200 m piani       | Semifinale | 23"56 (-0,2 m/s) |                                                                  |
| 2023 | Campionati europei under 20  | Gerusalemme | 200 m piani       | Bronzo     | 23"34 (+1,5 m/s) |                                                                  |
| 2023 | Campionati europei under 20  | Gerusalemme | Staffetta 4×100 m | Argento    | 43"86            | Miglior prestazione personale stagionale                         |
| 2025 | World Athletics Relays       | Nanchino    | Staffetta 4×100 m | Oro        | 42"21            | Miglior prestazione personale stagionale                         |
| 2025 | Campionati europei under 23  | Bergen      | 200 m piani       | Oro        | 22"74 (-0,7 m/s) |                                                                  |
| 2025 | Campionati europei under 23  | Bergen      | Staffetta 4×100 m | Oro        | 42"92            | Record dei campionati · Miglior prestazione personale stagionale |

## Campionati nazionali
- 1 volta campionessa britannica assoluta dei 200 metri piani indoor (2023)

2022
- 5ª ai campionati britannici under 20 indoor, 60 m piani - 7"41
- In semifinale ai campionati britannici assoluti, 100 m piani - 11"69 (vento: +3,0 m/s)

2023
- Oro ai campionati britannici assoluti indoor, 200 m piani pista corta - 23"49
- 6ª ai campionati britannici assoluti, 200 m piani - 23"20 (vento: +1,3)

2024
- Argento ai campionati britannici assoluti indoor, 200 m piani pista corta - 23"41
- 5ª ai campionati britannici assoluti, 200 m piani - 23"15	(vento: -0,7)

## Altre manifestazioni internazionali
2024
- Bronzo al London Athletics Meet ( Londra), staffetta 4×100 m - 42"46 (con Bianca Williams, Desirèe Henry, Joy Eze)